# Arlette (nome)
Arlette  è un nome proprio di persona francese e inglese femminile.

## Varianti
- Francese; Erlève, Herlève, Herlotte
- Inglese: Arletta[2]

### Varianti in altre lingue
- Catalano: Arlet[1][3]
- Francese antico: Herleva, Herleve, Harlette, Arlotte, Arlette, Arletta
- Spagnolo: Arlet[3]

## Origine e diffusione
Si tratta di un nome francese antico, variante di Herleva, il nome della madre di Guglielmo il Conquistatore. In inglese è in uso dal XIX secolo, e potrebbe aver dato vita al nome Arline.
In quanto all'origine, si tratta di un nome germanico, ma la sua etimologia è incerta: potrebbe essere composto dai termini germanici hari ("esercito") oppure erlaz ("nobile") combinato con leib ("discendente", "erede"), o dai corrispondenti vocaboli norreni.

## Onomastico
Il nome è adespota, cioè non è portato da alcuna santa. L'onomastico ricade quindi il 1º novembre, giorno di Ognissanti.

## Persone

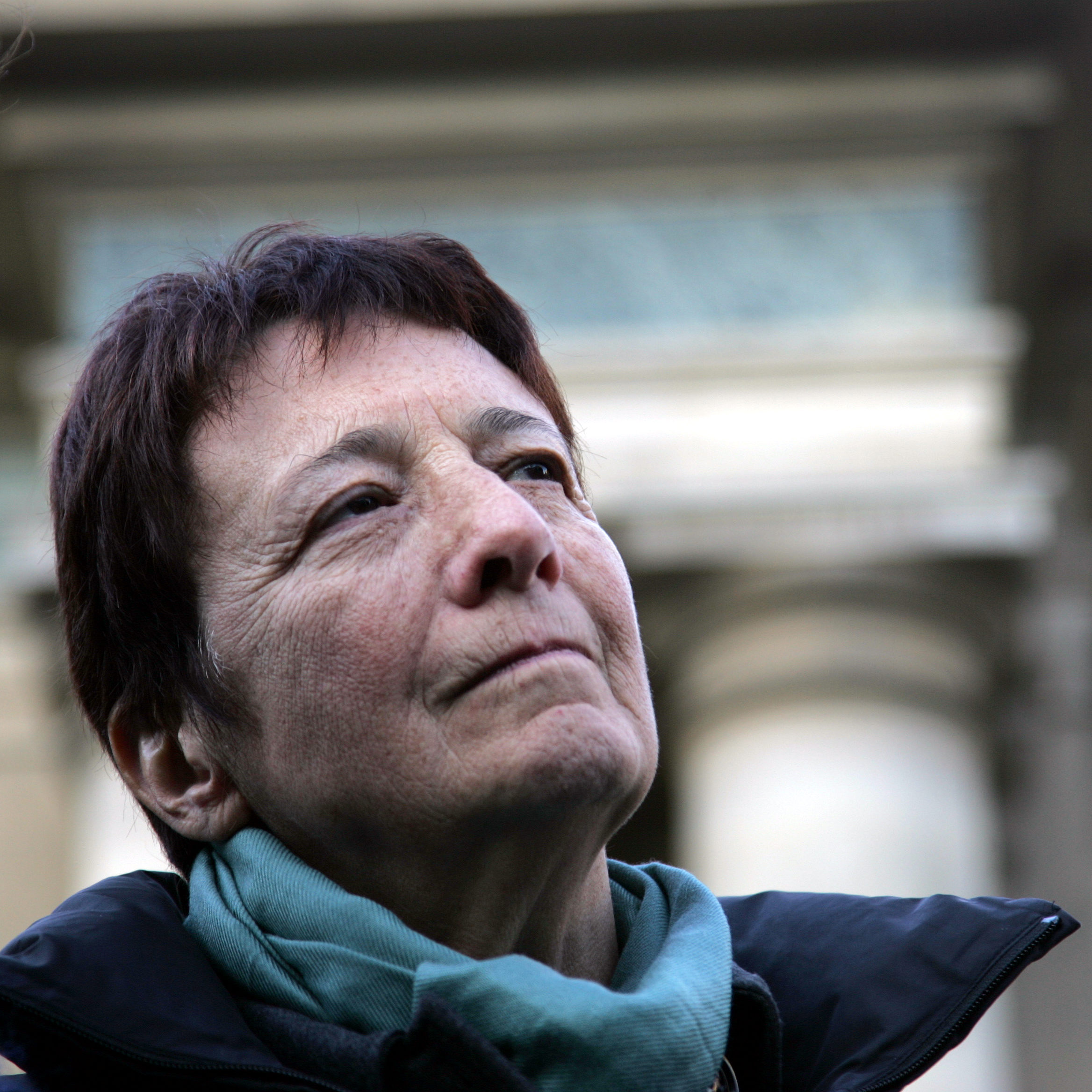
Arlette Laguiller

- Arlette Ben Hamo, multiplista francese
- Arlette Farge, storica francese
- Arlette Halff, tennista francese
- Arlette Laguiller, politica francese
- Arlette Marchal, attrice francese
- Arlette Poirier, attrice francese
- Arlette Zola, cantante svizzera